# Prix de Rome
Prix de Rome (izgovarja se [pʁi də ʁɔm]) ali Grand Prix de Rome je bila francoska nagrada za študente umetnosti, sprva za slikarje in kiparje, ki je bila ustanovljena leta 1663 med vladavino Ludvika XIV. Francoskega. Zmagovalci so prejeli štipendijo, ki jim je omogočala, da ostanejo v Rimu tri do pet let na državne stroške. Nagrada je bila razširjena na arhitekturo leta 1720, glasbo leta 1803 in gravuro leta 1804. Prestižno nagrado je leta 1968 ukinil André Malraux, tedanji minister za kulturo, po nemirih maja 1968, ki so zahtevali kulturne spremembe.

## Zgodovina
Prix de Rome je bil prvotno ustvarjen za slikarje in kiparje leta 1663 v Franciji, med vladavino Ludvika XIV. To je bila letna štipendija za obetavne umetnike, ki so dokazali svoj talent z zaključkom zelo težkega izločilnega tekmovanja. Da bi študent uspel, je moral ustvariti skico na dodeljeno temo, medtem ko je bil izoliran v zaprti kabini brez referenčnega materiala, na katerega bi lahko risal. Nagrada, ki jo organizira Académie Royale de Peinture et de Sculpture (Kraljeva akademija za slikarstvo in kiparstvo), je bila odprta za njihove študente. Od leta 1666 je nagrajenec lahko osvojil tri do petletno bivanje v Palazzo Mancini v Rimu na račun francoskega kralja. Leta 1720 je Académie Royale d'Architecture začela podeljevati nagrado za arhitekturo. Šest slikarjev, štiri kiparje in dva arhitekta bi poslali na francosko akademijo v Rimu, ki jo je leta 1666 ustanovil Jean-Baptiste Colbert.
Tekmovanje, ki se je po 140 letih razširilo na pet kategorij, se je začelo leta 1663 kot dve kategoriji: slikarstvo in kiparstvo. Arhitektura je bila dodana leta 1720. Leta 1803 je bila dodana glasba, po letu 1804 pa tudi nagrada za graviranje. Glavni zmagovalec je prejel »prvo veliko nagrado« (imenovano agréé), »druge nagrade« pa so bile podeljene drugouvrščenim.
Leta 1803 je Napoleon Bonaparte Francosko akademijo v Rimu preselil v vilo Medičejcev z namenom, da ohrani institucijo, ki jo je nekoč ogrožala francoska revolucija. Sprva so bili vila in njeni vrtovi v žalostnem stanju in so jih morali prenoviti, da bi v njih lahko nastanili zmagovalce Prix de Rome. Na ta način je upal, da bo mladim francoskim umetnikom obdržal priložnost videti in kopirati mojstrovine antike in renesanse.
Jacques-Louis David, ki mu tri leta zapored ni uspelo osvojiti nagrade, je razmišljal o samomoru. Édouard Manet, Edgar Degas, Ernest Chausson in Maurice Ravel so poskušali dobiti Rimsko nagrado, vendar niso dobili priznanja. Ravel je skupno petkrat poskušal osvojiti nagrado, zadnji neuspeli poskus leta 1905 pa je bil tako sporen, da je povzročil popolno reorganizacijo uprave na pariškem konservatoriju.
Med drugo svetovno vojno (1939–45) so bili nagrajenci nastanjeni v vili Paradiso v Nici. Prix de Rome je leta 1968 ukinil André Malraux, ki je bil takrat minister za kulturo. Od takrat so bili ustvarjeni številni natečaji, akademije pa sta skupaj z Institut de France združila država in minister za kulturo. Izbrani rezidenti imajo zdaj možnost študija med 18-mesečnim (včasih 2-letnim) bivanjem na Francoski akademiji v Rimu, ki je nastanjena v vili Medičejcev.
Razcvet Prix de Rome je bil v poznem 18. in zgodnjem 19. stoletju. Kasneje sta ga posnemala Prix Abd-el-Tif in Villa Abd-el-Tif v Alžiru, 1907–1961 in kasneje Prix d'Indochine, vključno s štipendijo za obisk École des Beaux-Arts de l'Indochine v Hanoju , 1920–1939, in štipendija za bivanje v Casa de Velázquez v Madridu, 1929–danes.

## Prix de Rome (Nizozemska)
Prix de Rome je ustanovil tudi Lodewijk Napoleon v Kraljevini Nizozemski za nagrajevanje mladih umetnikov in arhitektov. V letih 1807–1810 so nagrajence pošiljali na študij v Pariz in nato v Rim. Leta 1817, potem ko je Nizozemska pridobila neodvisnost, je kralj Viljem I. ponovno uvedel nagrado; čeprav je trajalo do leta 1823, preden sta novi »kraljevi akademiji« v Amsterdamu in Antwerpnu lahko organizirali žirije. Leta 1851 je bila ukinjena, leta 1870 pa jo je ponovno vzpostavil Viljem III. Od takrat zmagovalce izbira Rijksakademie v Amsterdamu pod glavnima naslovoma arhitektura in vizualna umetnost.

## Prix de Rome (Belgija)
Belgijska nagrada Prix de Rome (nizozemsko Prijs van Rome) je nagrada za mlade umetnike, ki je nastala leta 1832 po vzoru izvirne francoske nagrade Prix de Rome. Kraljeva akademija lepih umetnosti Antwerpen je nagrado organizirala do leta 1920, ko je vodenje prevzela nacionalna vlada. Prva nagrada se včasih imenuje tudi Grand Prix de Rome. Obstajale so različne kategorije za arhitekturo, slikarstvo, kiparstvo in glasbo.